# Weddelbrook
Weddelbrook est une commune d'un peu plus d'un millier d'habitants située dans l'arrondissement de Segeberg dans le Schleswig-Holstein, en Allemagne du nord.

## Géographie
Weddelbrook se situe au sud-ouest de Bad Bramstedt. Au nord se trouve la route nationale 206 qui joint Bad Bramstedt à la ville d'Itzehoe, à l'est de la ville passe la nationale 4 qui va de Hambourg à Bad Bramstedt.

## Histoire
Le lieu est cité pour la toute première fois en 1322 dans un document signé de la main du comte Gerhard III von Holstein. Weddelbrook signifie probablement un gué en vieux saxon (weddel, soit waten en allemand standard) au milieu d'une rivière ou d'une zone humide (brook).

## Économie
À l'origine Weddelbrook était une commune typiquement rurale, puis au fil des dernières décennies, elle est devenue une zone résidentielle. Cependant, il existe aussi quelques grandes exploitations industrielles dans les environs. Enfin, un camping se situe aux abords de l'étang du village, le Mühlenteich.

## Politique
Peter Boyens est le maire de Weddelbrook depuis 1990.